# Prepona transiens
Prepona transiens är en fjärilsart som beskrevs av Hans Fruhstorfer 1905. Prepona transiens ingår i släktet Prepona och familjen praktfjärilar. Inga underarter finns listade i Catalogue of Life.